# Annales manuscrites de la ville de Toulouse

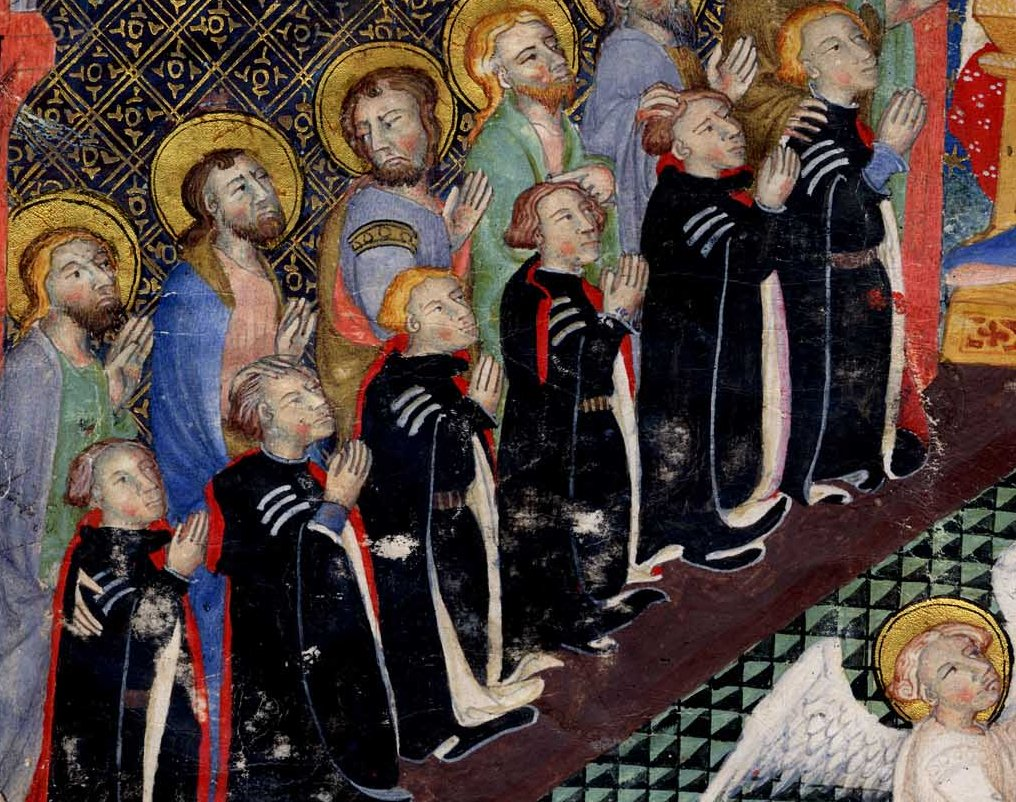
Détail de l'illustration de l'année 1412-1413. Derrière chaque capitoul agenouillé, un saint (soit un apôtre, soit leur saint patron) se tient debout.

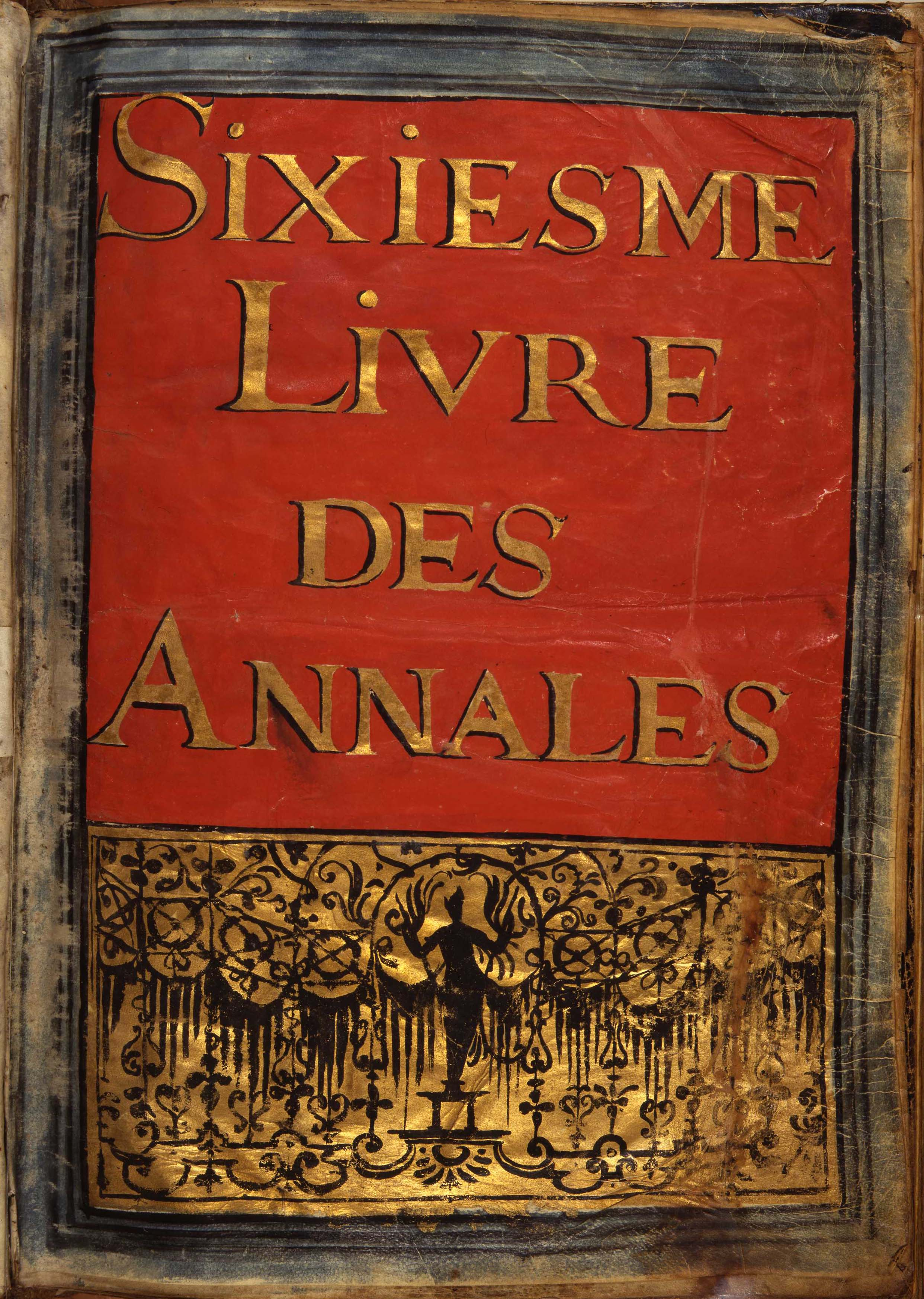
Frontispice du livre VI des Annales (1618-1633).

Les Annales manuscrites de la ville de Toulouse, parfois aussi appelées Annales des Capitouls, ont été tenues de 1295 à 1787. Elles sont formées d'une collection de livres sur lesquels étaient reportés chaque année les actes administratifs ainsi que les droits et pouvoirs des capitouls, consuls municipaux de Toulouse.
Ces Annales sont particulièrement réputées pour les enluminures qui les décorent, exemple original et unique en Europe de portraits en miniature de consuls municipaux dans l'exercice de leur fonction. Si un autodafé révolutionnaire en détruisit la majeure partie le 10 août 1793, l'échantillon qui subsiste n'en constitue pas moins un exceptionnel témoignage du passé de Toulouse,.

## L’œuvre des capitouls
Les capitouls apparaissent en 1147 comme conseillers du comte Alphonse Jourdain. Issus de la bourgeoisie citadine, ils sont d'abord essentiellement cantonnés à un rôle de juges des causes commerciales. En 1189, profitant d'un affaiblissement du pouvoir comtal et à la faveur d'un soulèvement populaire, ils arrachent au comte Raimond V de nouvelles prérogatives et une certaine autonomie. Ils s'occupent désormais également de la police, des travaux publics, de l'entretien des hôpitaux, des finances de la ville, et voient dans le domaine judiciaire leurs pouvoirs étendus.
Mais en 1271 la lignée des comtes de Toulouse s'éteint et la ville est rattachée au domaine royal. Dès lors l'administration royale va s'efforcer de revenir sur les libertés municipales conquises, avec une pression sans cesse croissante. Pour défendre leur institution les capitouls cherchent à augmenter leur prestige ainsi qu'à garder la mémoire de leurs actes administratifs, de leurs privilèges et de leurs droits.
C'est ainsi qu'en 1295, 24 ans après le rattachement de Toulouse à la Couronne royale, est constitué un livre de grand format divisé en six parties :
- la première partie pour consigner les noms des douze consuls (leur nombre variera plusieurs fois et ne se fixera à huit qu'en 1438), ainsi que divers renseignements relatifs aux notables de l'administration municipale et aux quartiers de la ville.
- la deuxième partie pour copier les coutumes de Toulouse.
- la troisième partie pour copier les statuts, affranchissements, privilèges et libéralités de la ville.
- la quatrième partie pour transcrire les lettres de grâce des rois octroyées aux consuls ou à la ville.
- la cinquième partie pour copier les arrêts de la cour du roi, les ordonnances des officiers royaux, et tous les documents pouvant servir au bon gouvernement de la ville et au maintien de ses privilèges.
- la sixième partie pour consigner le suivi des notaires et de leurs registres ou minutes.

Seule la première partie doit être complétée chaque année, et plusieurs pages sont laissées blanches à cet effet. C'est cette partie qui fait plus particulièrement l'objet de soins esthétiques, qui se manifestent d'abord par l'attention portée à la lettrine décorée de portraits de capitouls, bien que ceux-ci soient alors secondaires.
À la fin du XIVe siècle toutes les pages laissées vierges de ce premier livre, appelé « Livre blanc », sont remplies. Il est alors démembré ainsi : les parties deux à six font l'objet d'un volume qui garde le nom de « Livre blanc », la première partie est reliée à part, formant un « Livre vermeil » ou « Livre roux ». Ce dernier livre comptera douze volumes en 1787, date de la dernière annale rédigée.
Pendant presque un siècle, le texte des chroniques se limite à être une sorte d'annuaire municipal. En 1383 un élément nouveau est cependant relaté : la révolte des bourgeois toulousains, sous la houlette des capitouls, contre la répression menée à l'encontre des Tuchins par le duc de Berry, gouverneur du Languedoc. Des événements d'importance sont ainsi rajoutés de plus en plus fréquemment, et à la fin du XVe siècle des chroniques sur la « véritable histoire de Toulouse » sont même ajoutées aux Annales. Plus ou moins fantaisistes, elles évoquent par exemple la fondation de la ville par le mythique roi Tholus, petit-fils de Japhet, ou encore placent Toulouse sur un pied d'égalité avec Rome... ainsi les Annales deviennent-elles, notamment à la Renaissance, un outil servant à faire l'apologie de la ville et de l'action des capitouls. Si la valeur historique des textes en devient toute relative, ils renseignent néanmoins sur la préoccupation du corps municipal de valoriser son image et sa légitimité pour mieux se défendre contre les tentatives de l'administration royale ou du Parlement visant à restreindre ses prérogatives. Ces ajouts pittoresques disparaissent cependant au XVIIe siècle, les chroniques se résumant dès lors à un rapport de l'action menée lors de l'année écoulée.

## Les portraits capitulaires
Ce sont les portraits de capitouls illustrant les textes qui font l'originalité et la célébrité des Annales de Toulouse. Un seul ensemble similaire est connu : les couvertures en tablettes de bois des archives de la trésorerie de Sienne. Cependant cette collection ne comprend que les blasons des magistrats municipaux siennois, enrichis d'une scène politique ou religieuse, et non leurs portraits. Les Annales toulousaines constituent donc un ensemble véritablement unique dont sont parvenues jusqu'à nos jours 75 planches des années 1352 à 1778.
De la fin du XIIIe siècle au début du XIVe siècle, les portraits prennent place dans l'espace exiguë de la lettrine et ne sont guère plus que des silhouettes décoratives sans souci de ressemblance. Mais ensuite, les scènes se déploient sur un espace de plus en plus grand : en 1351 l'enluminure prend toute la largeur de la page mais occupe une hauteur encore réduite, en 1369 un décor architectural vient accompagner la représentation des capitouls. En 1399 une planche malheureusement disparue met en scène les capitouls comme acteurs d'une scène représentant la Passion du Christ, en 1413 une planche conservée les montre faisant leur cour à la Vierge. Le dessin gagne en finesse, on passe d'un décor d'enluminure à des compositions plus ambitieuses.
Au XVe siècle des scènes politiques ou religieuses servent systématiquement de cadre aux portraits en miniature. La qualité s'améliore, bien qu'elle soit variable en fonction du talent des enlumineurs, dont la rétribution pour la réalisation de ce travail a toujours été assez faible.
À la Renaissance les peintures occupent généralement une page entière, les portraits sont toujours plus réalistes et l'arrière-plan plus soigné, bien qu'il évoque des paysages souvent non toulousains. Le XVIIe siècle est marqué par des scènes couvrant une double page et, de 1612 à 1644, par le talent du peintre Jean Chalette qui par les drapés, regards, attitudes ou positions des mains, donne un réalisme extraordinaire à ces compositions qui tiennent désormais plus du tableau que de la miniature. Les peintres suivants adopteront un style plus convenu et, à part en 1659 pour l'entrée de Louis XIV et en 1701 pour celle des ducs de Bourgogne et de Berry (petits-fils de Louis XIV), les mises en scène sont abandonnées, l'arrière-plan se contentant généralement d'un décor de tentures.
Pendant presque cinq siècles la réalisation de ces portraits entre dans le cadre du « droit d'image », privilège associé à la fonction de capitoul. Aussi ces derniers y tiennent-ils tout particulièrement, au point qu'en 1689 l'intendant du Languedoc Lamoignon de Basville leur fait reproche d'être plus préoccupés par la réalisation de leurs portraits que par la prompte exécution des ordres du roi.

Exemples de portraits des Annales manuscrites
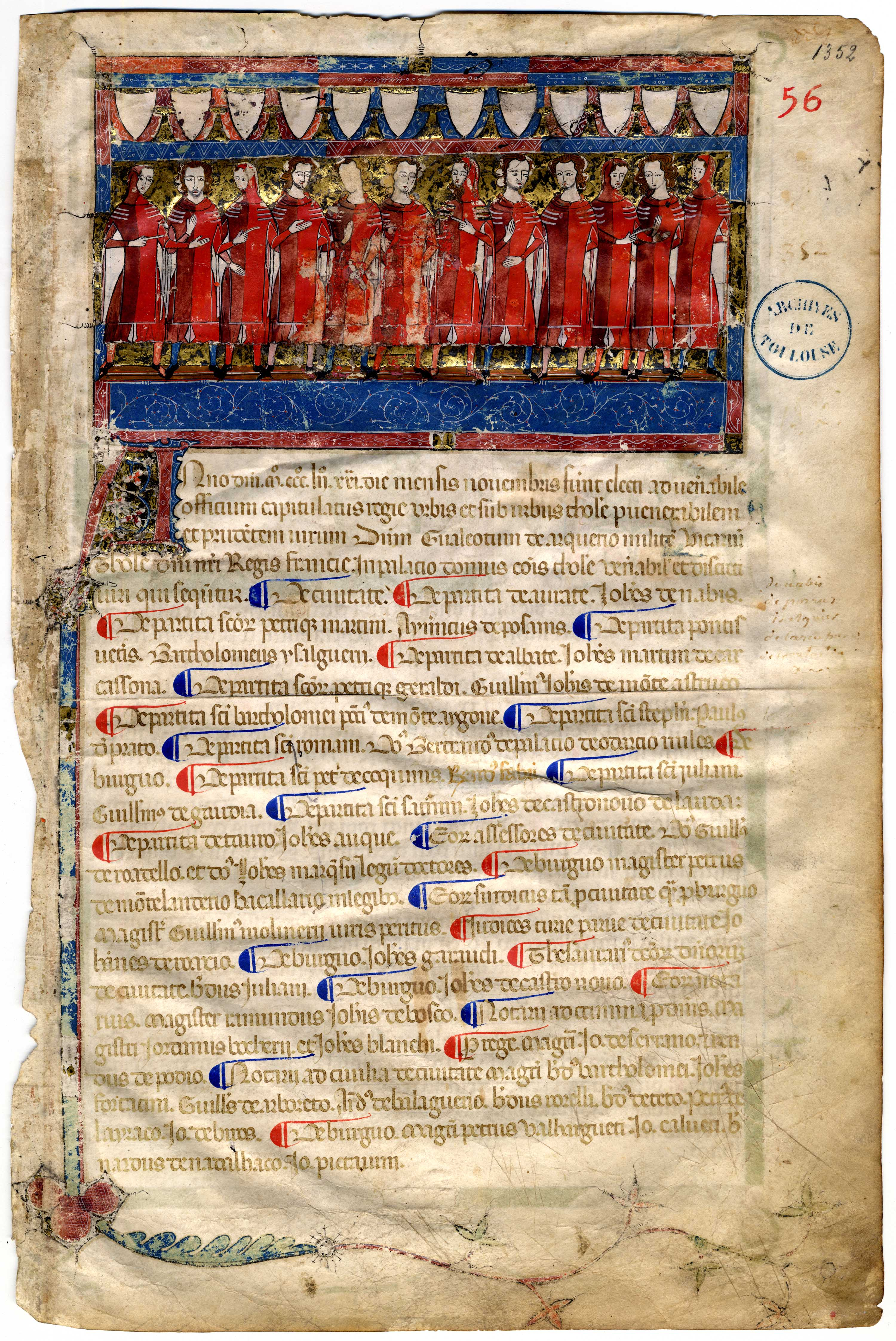
Portraits des capitouls de l'année 1352-1353. Le feuillet le plus ancien conservé.
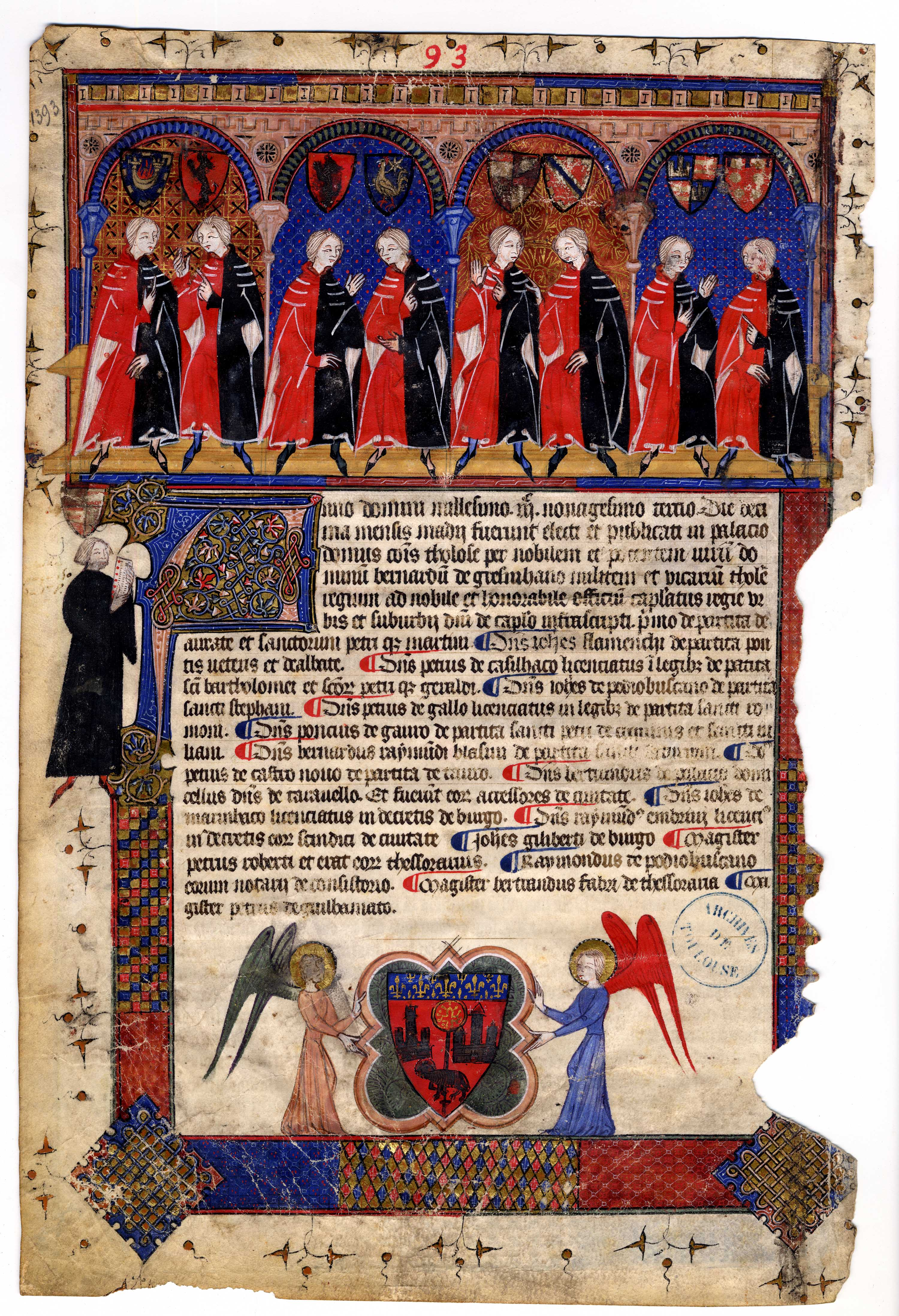
Portraits des capitouls de l'année 1393-1394. Les armes de Toulouse sont représentées tenues par deux anges nimbés d’or.
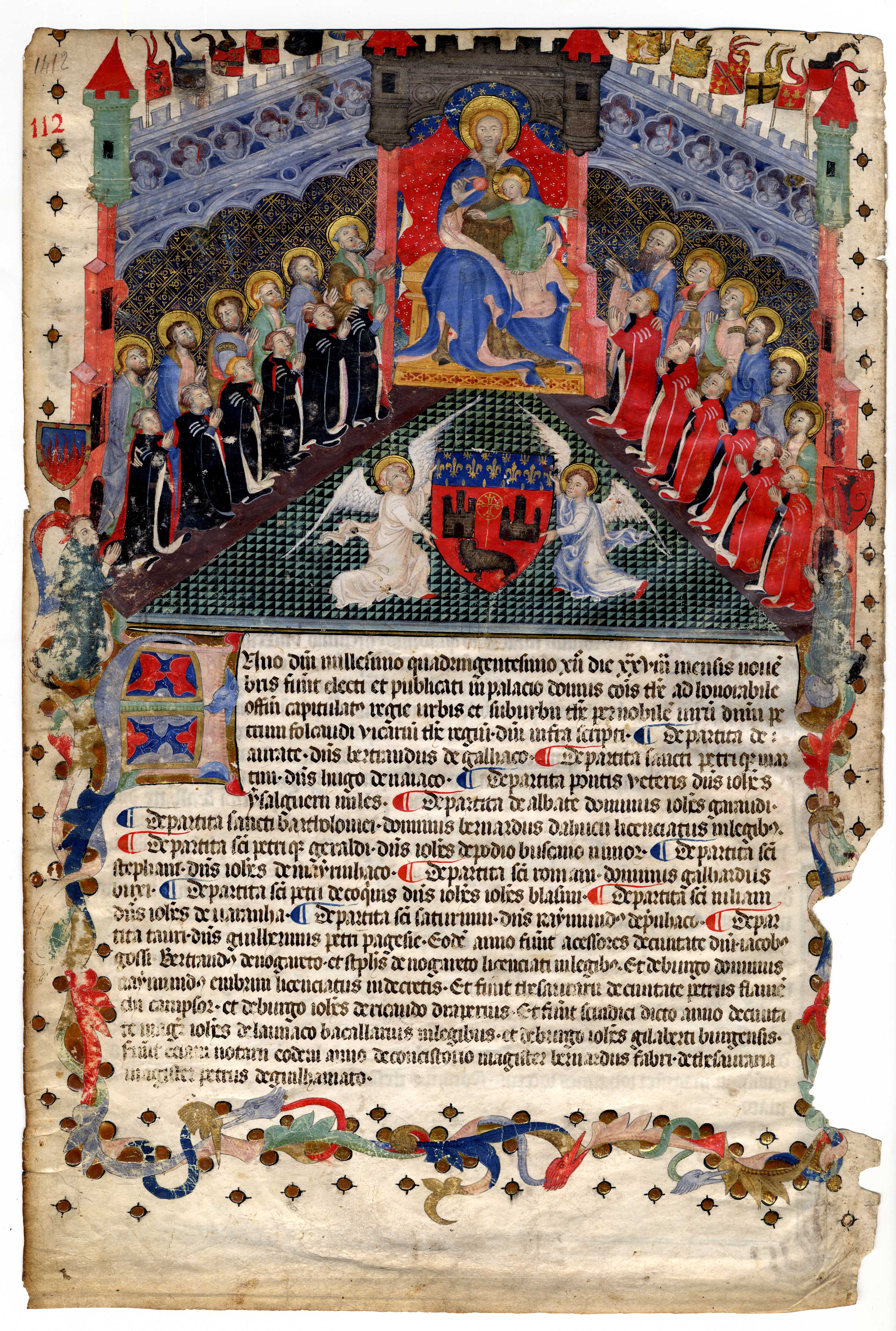
Portraits des capitouls de l'année 1412-1413 et la cour de la vierge Marie ou la vierge à la pomme.
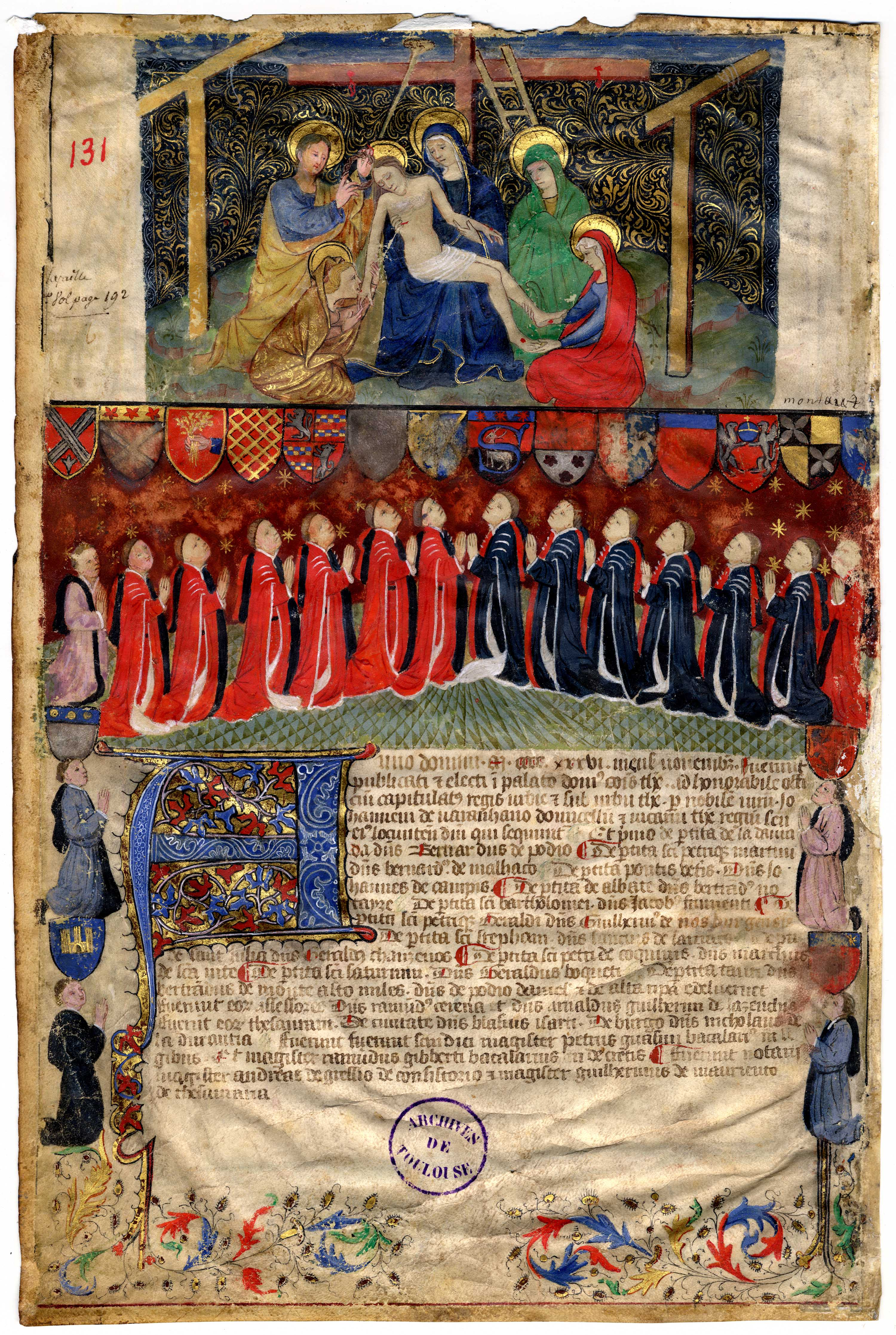
Portraits des capitouls de l'année 1436-1437 et la descente de croix.
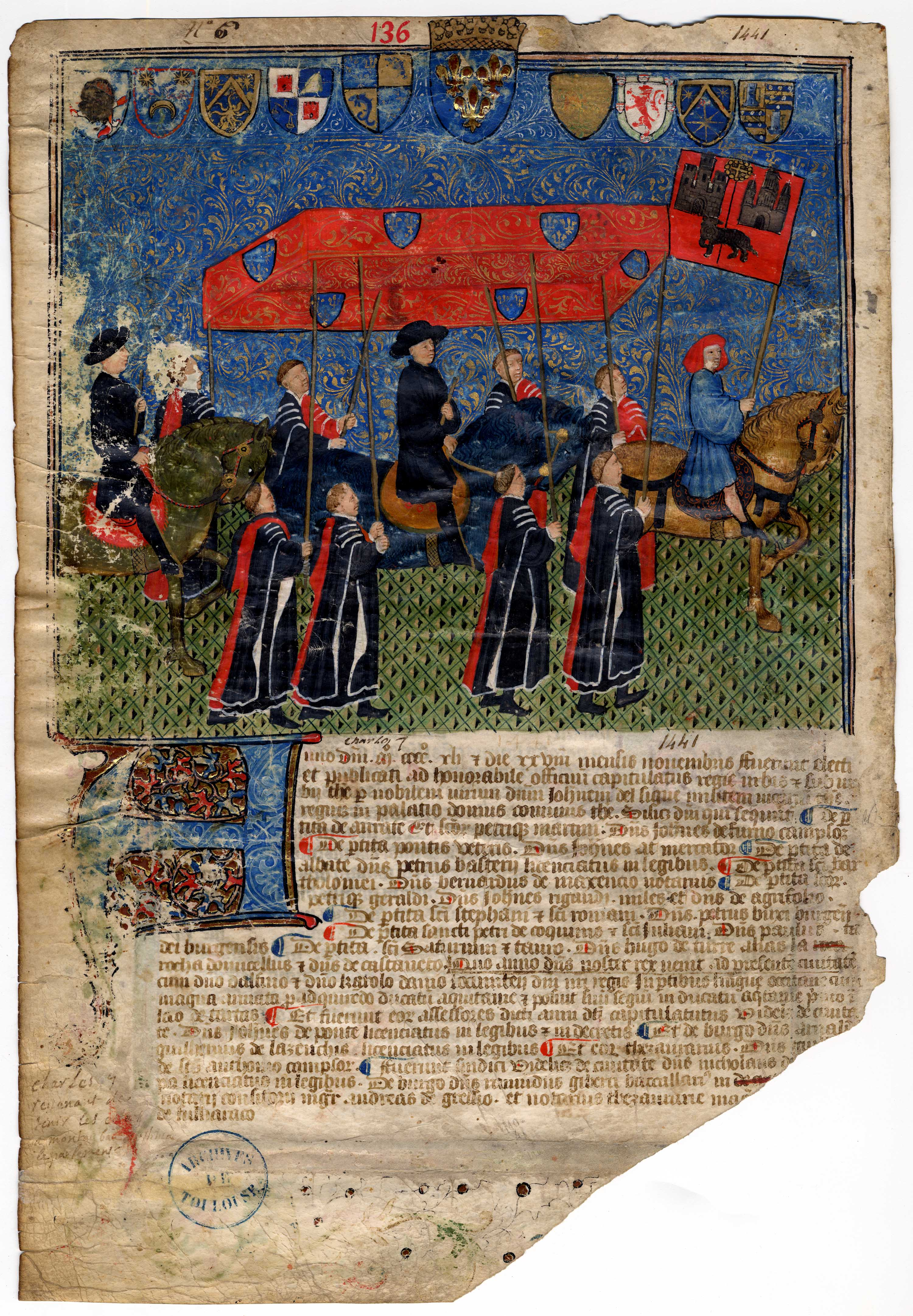
Les capitouls de l'année 1441-1442 et l'entrée du roi Charles VII à Toulouse.
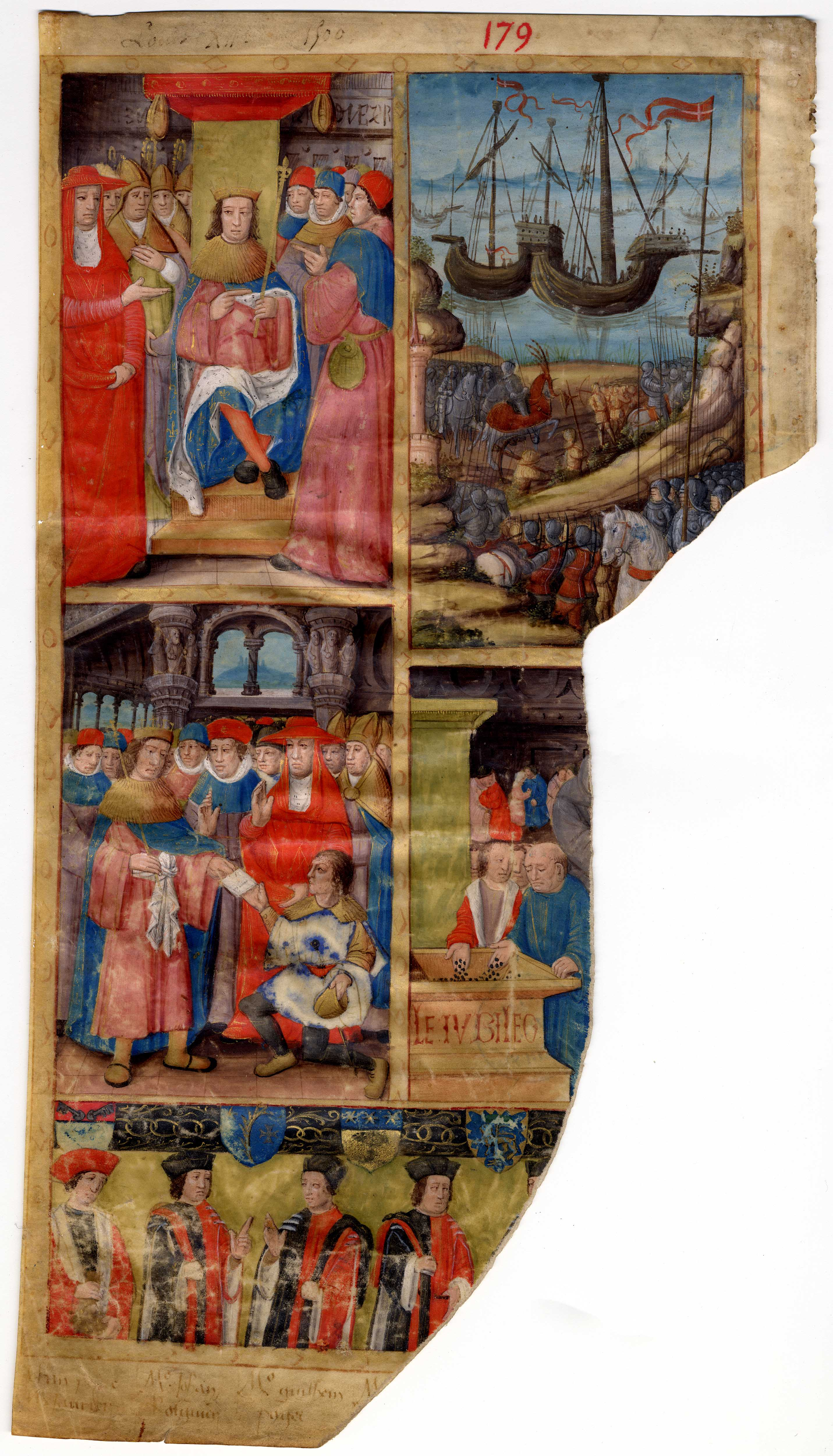
Les capitouls de l'année 1500-1501 et scènes historiques de l'année, par Liénard de Lachieze.
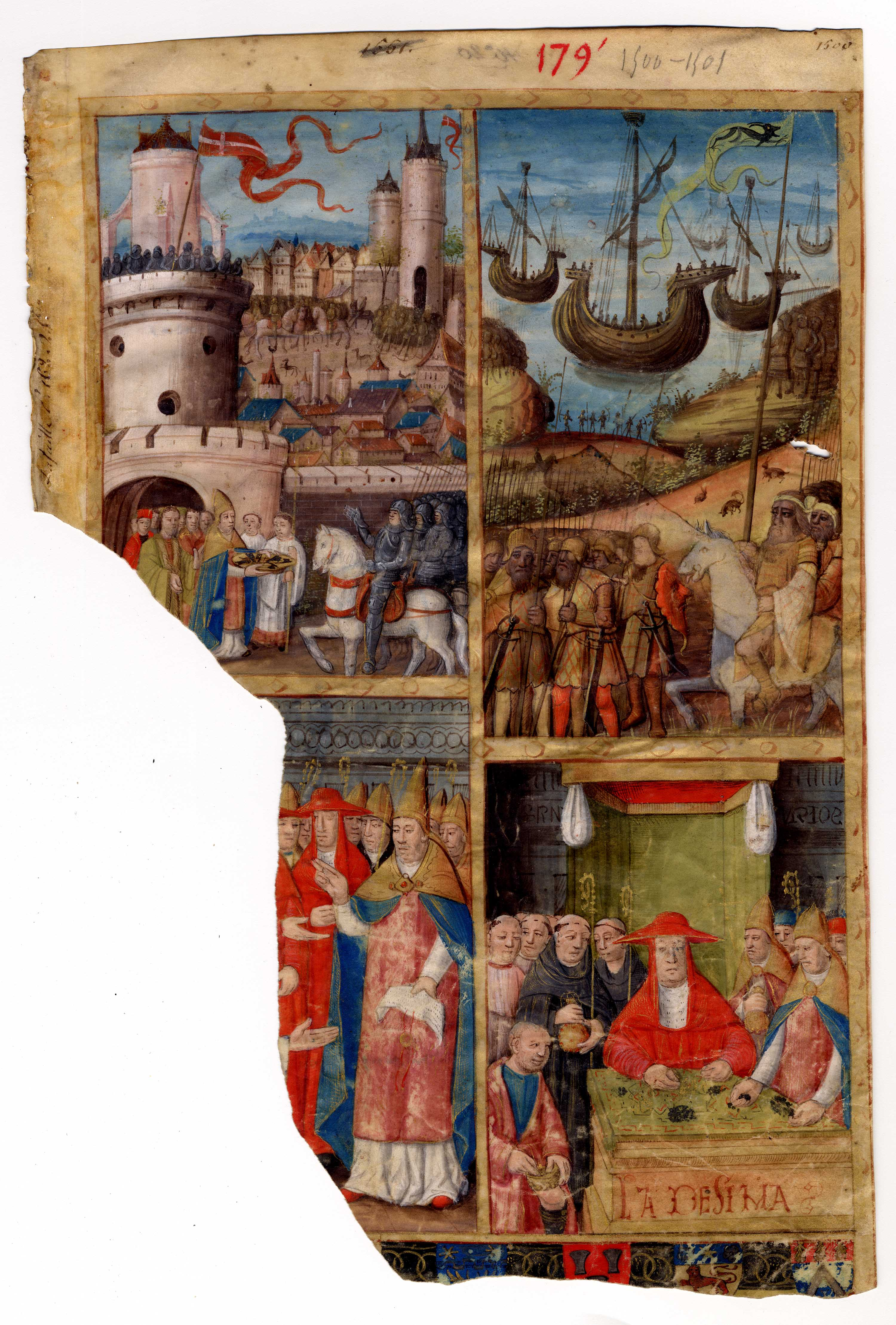
Scènes historiques de l'année 1500-1501 (suite), par Liénard de Lachieze.
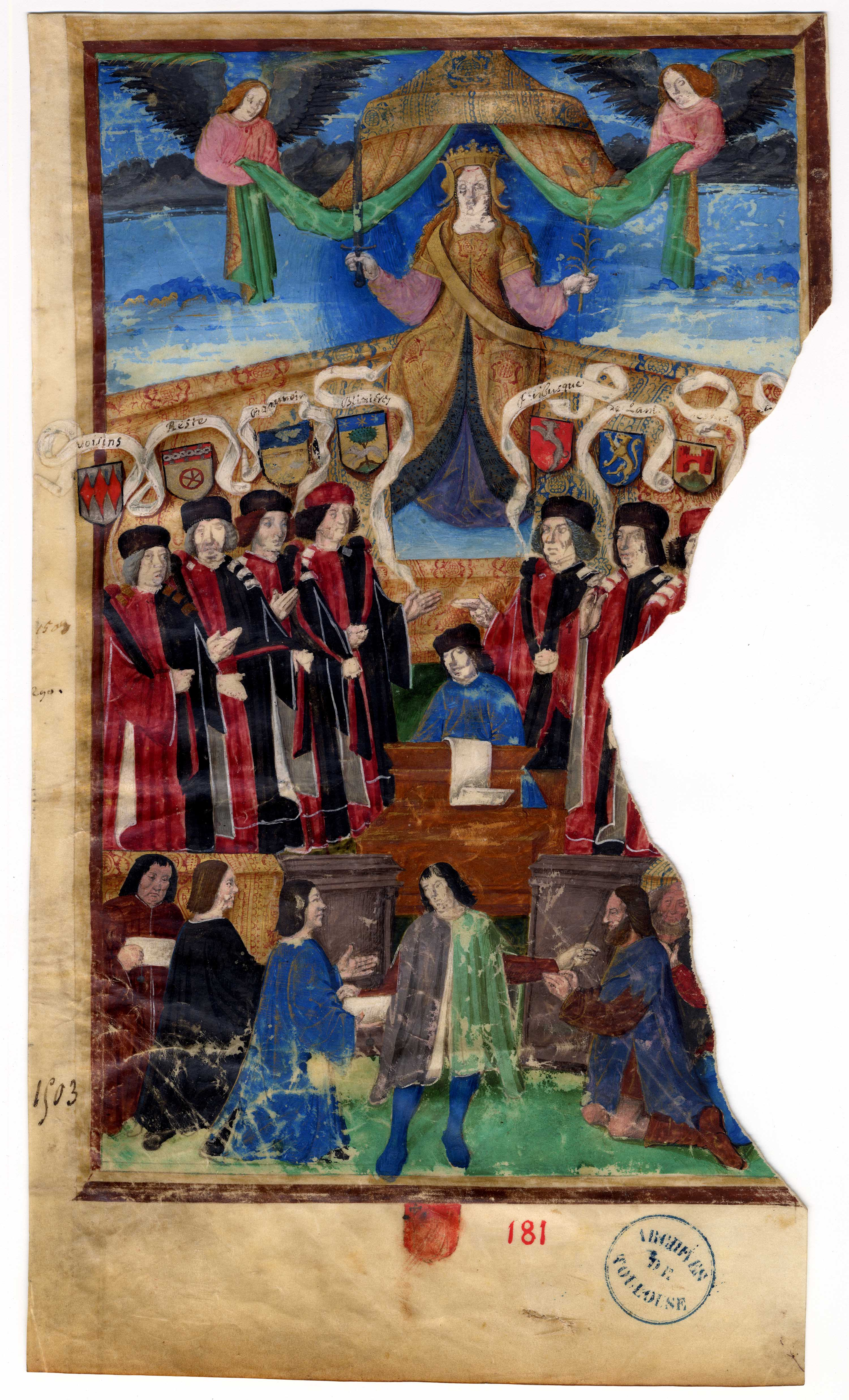
Les capitouls de l'année 1503-1504 sont mis en scène lors d'une séance de justice.
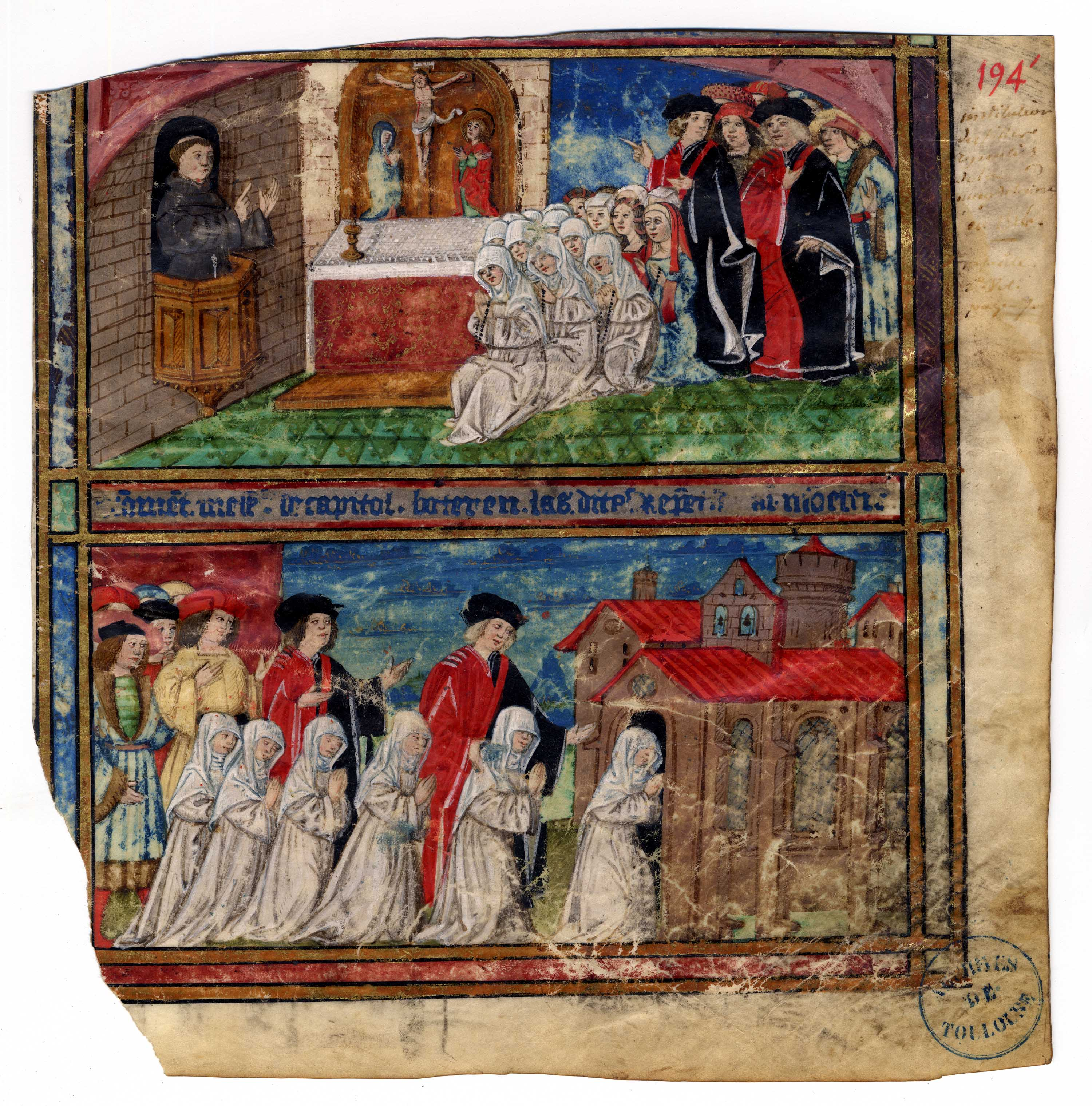
Les capitouls de l'année 1516-1517 et l'institution des repenties de Sainte-Madeleine, par Mathieu Cochin.
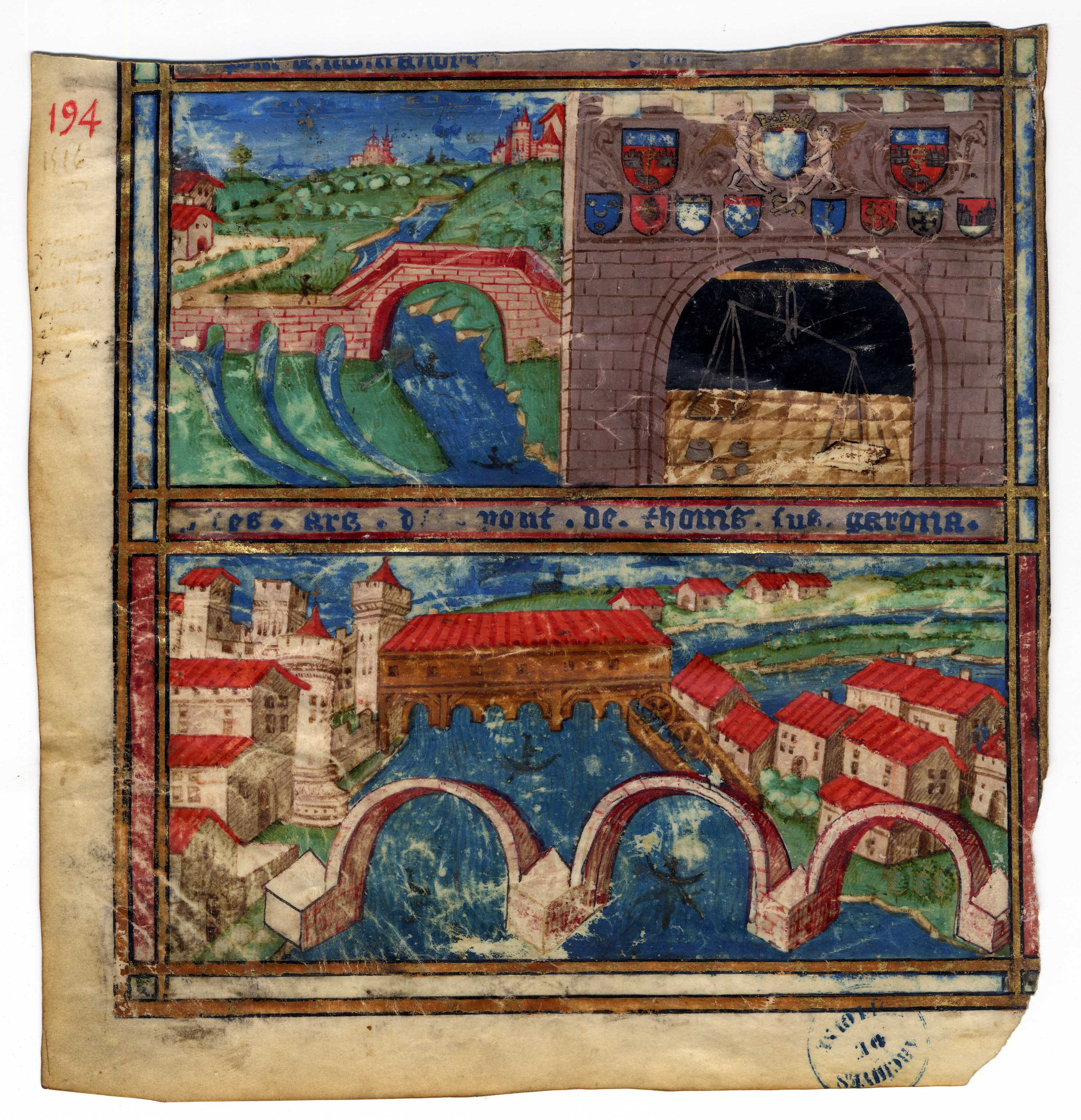
Les capitouls de l'année 1516-1517 et les ponts de Montaudran, de Tounis (en construction), et le poids public, par Mathieu Cochin.
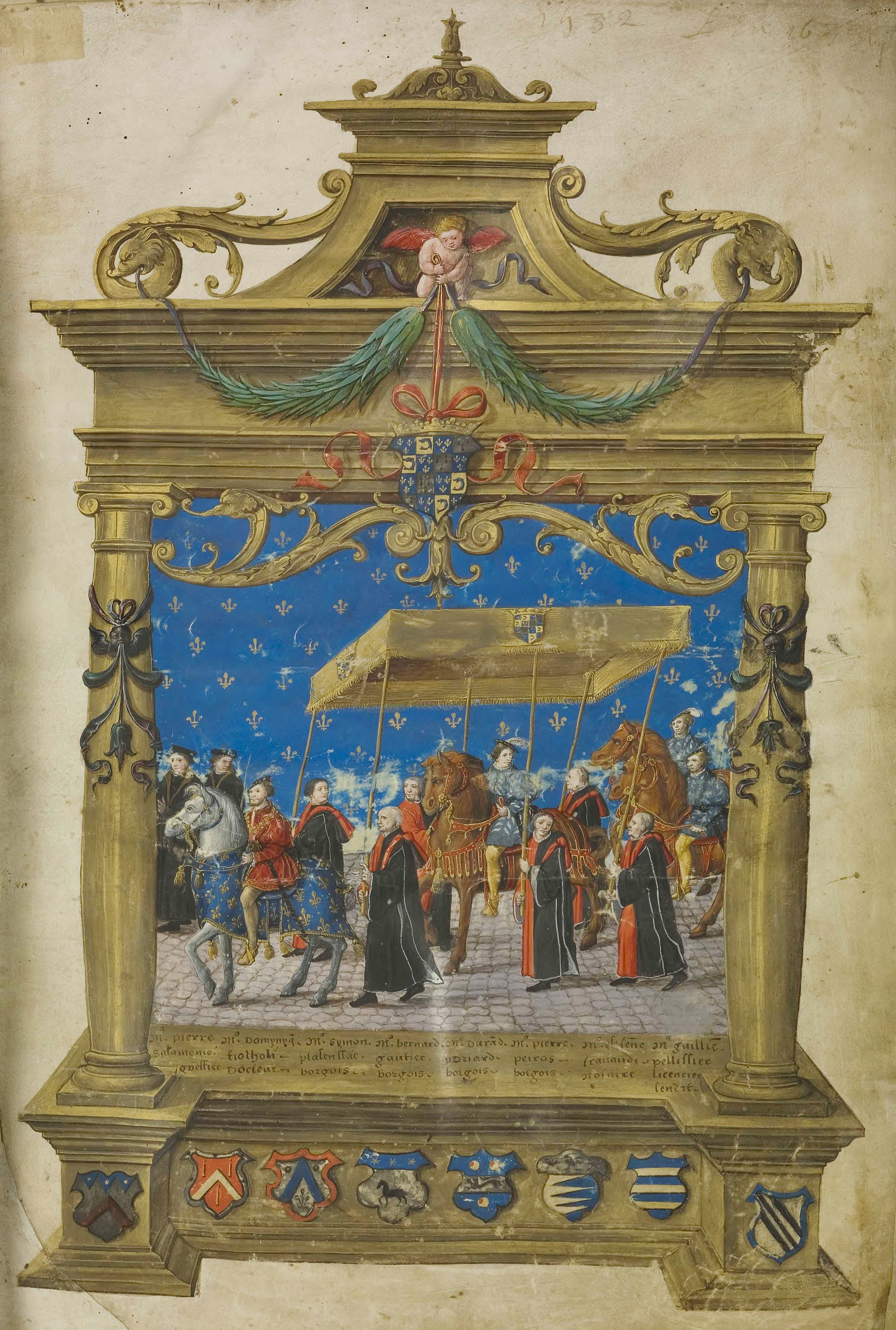
Les capitouls de l'année 1532-1533 et l'entrée du Dauphin, fils de François Ier, par Charles Pingault.
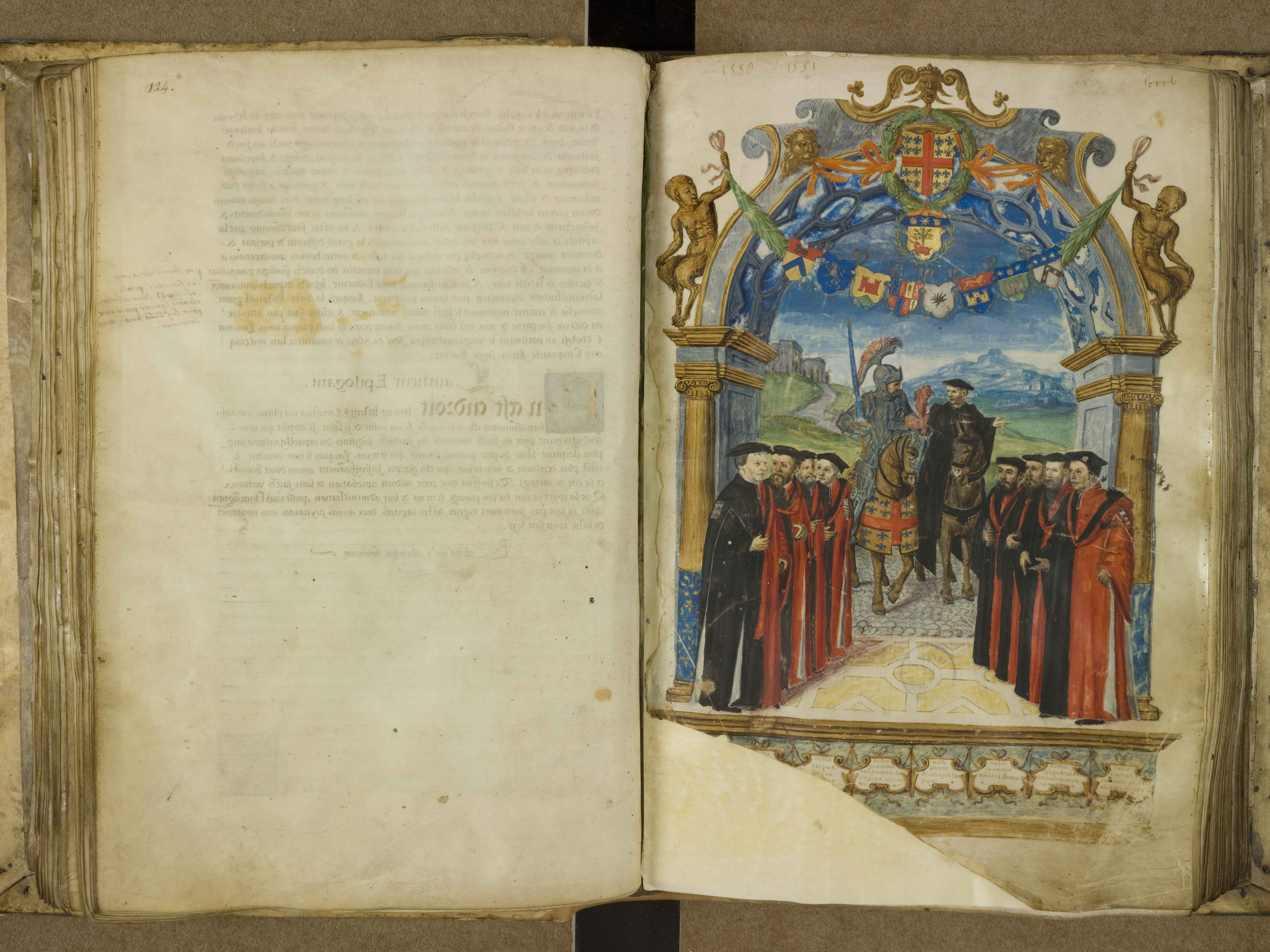
Les capitouls de l'année 1550-1551 et l'entrée du connétable Anne de Montmorency, par Jean Faguelin.
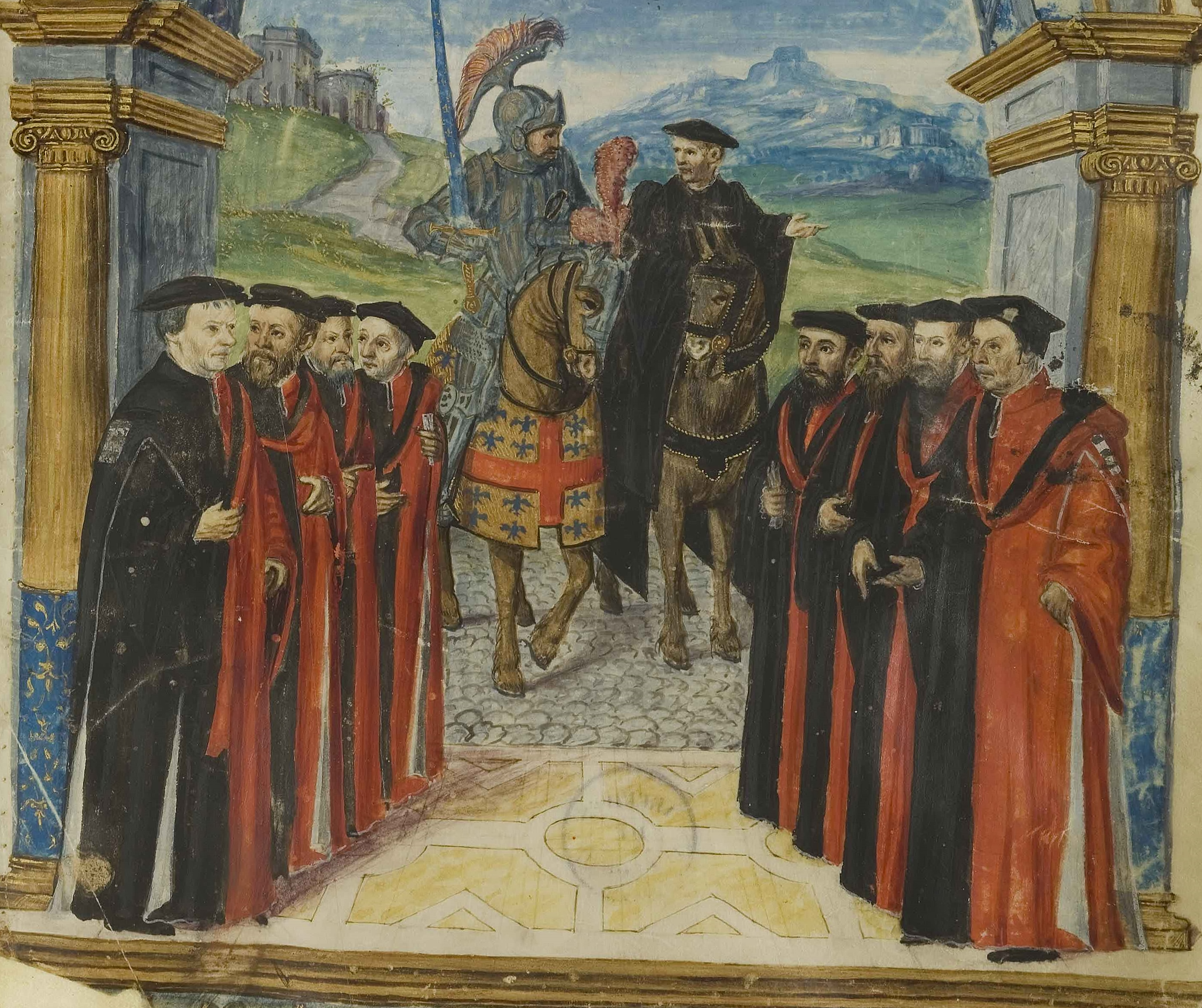
Détail de la précédente, par Jean Faguelin.
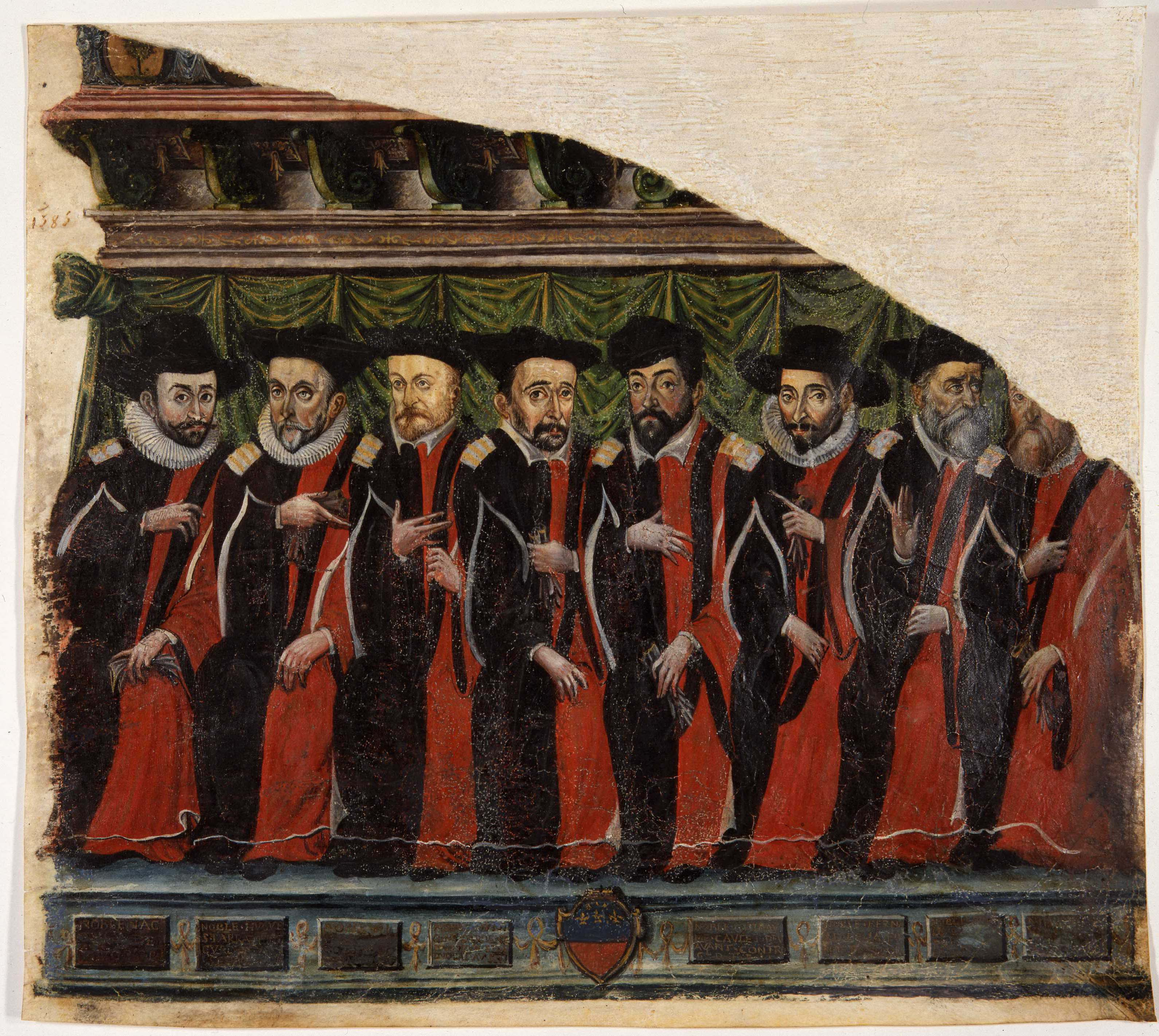
Les capitouls de l'année 1584-1585, par Thierry Le Roy.
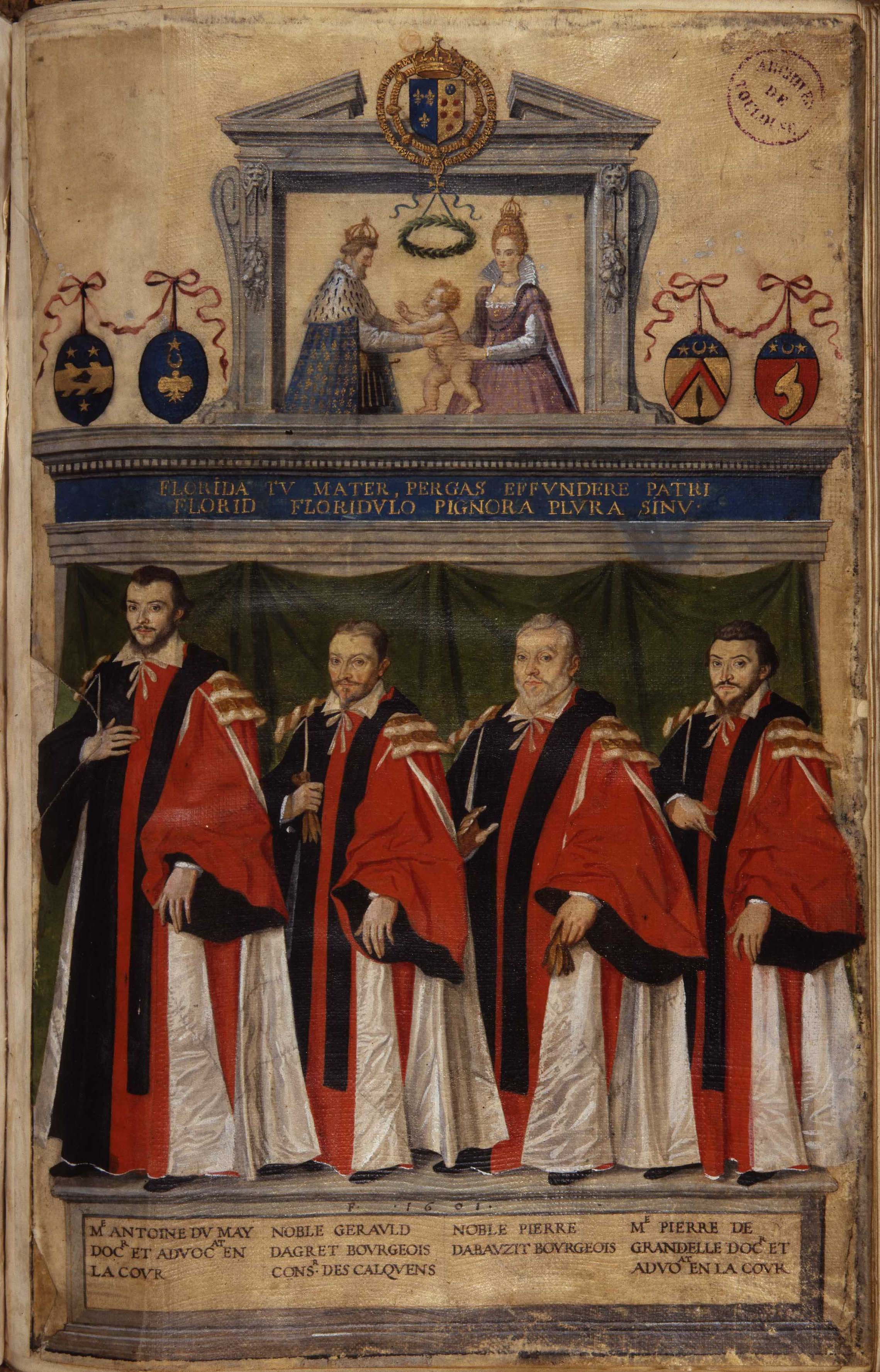
Les capitouls de l'année 1600-1601 et le mariage du roi Henri IV et de Marie de Médicis, par Charles Galleri.
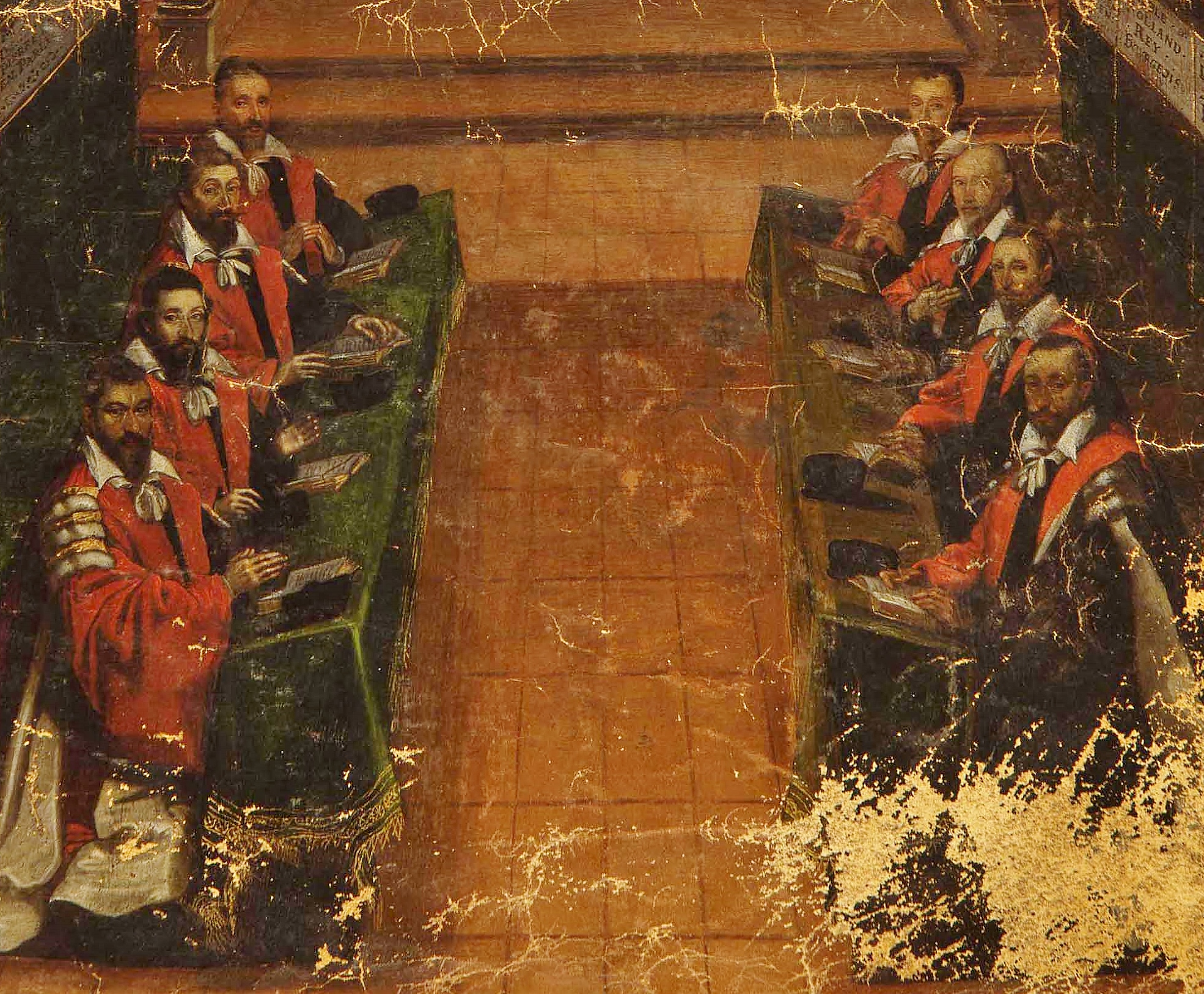
Les capitouls de l'année 1617-1618 en la chapelle de la maison de ville (détail), par Jean Chalette.
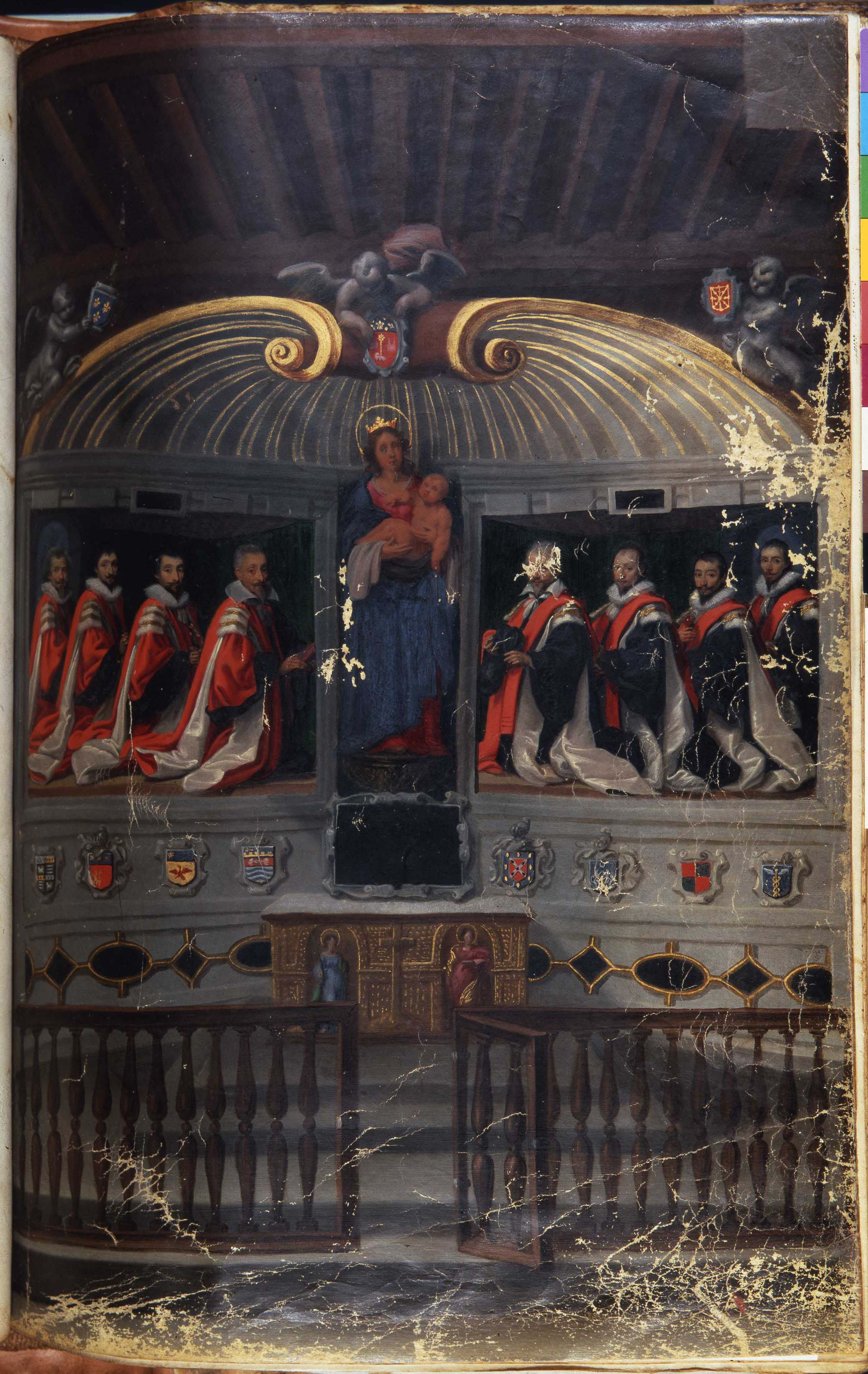
1623-1624, la Vierge et l'oratoire de la maison de ville, par Jean Chalette.
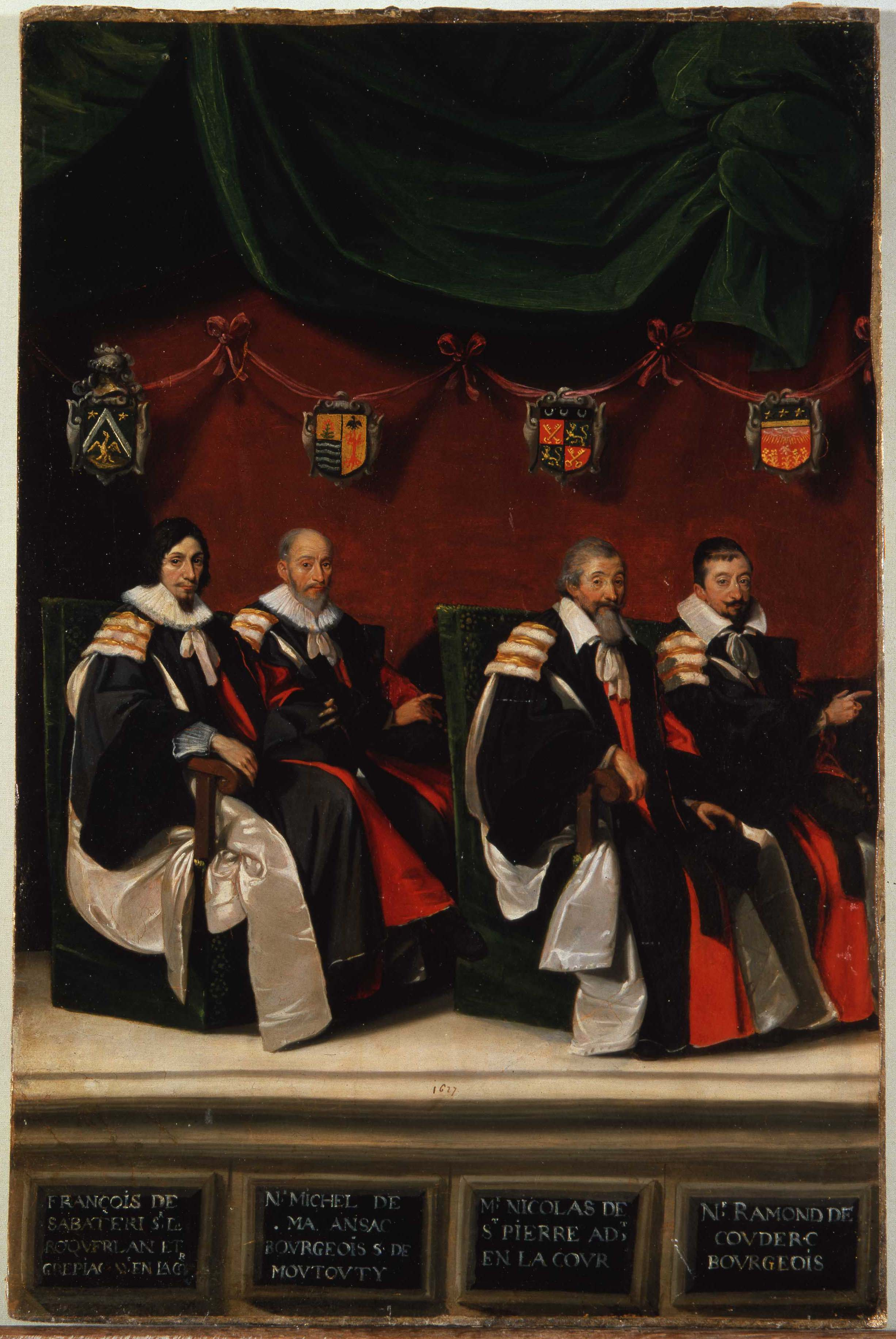
Les capitouls de l'année 1625-1626, par Jean Chalette.
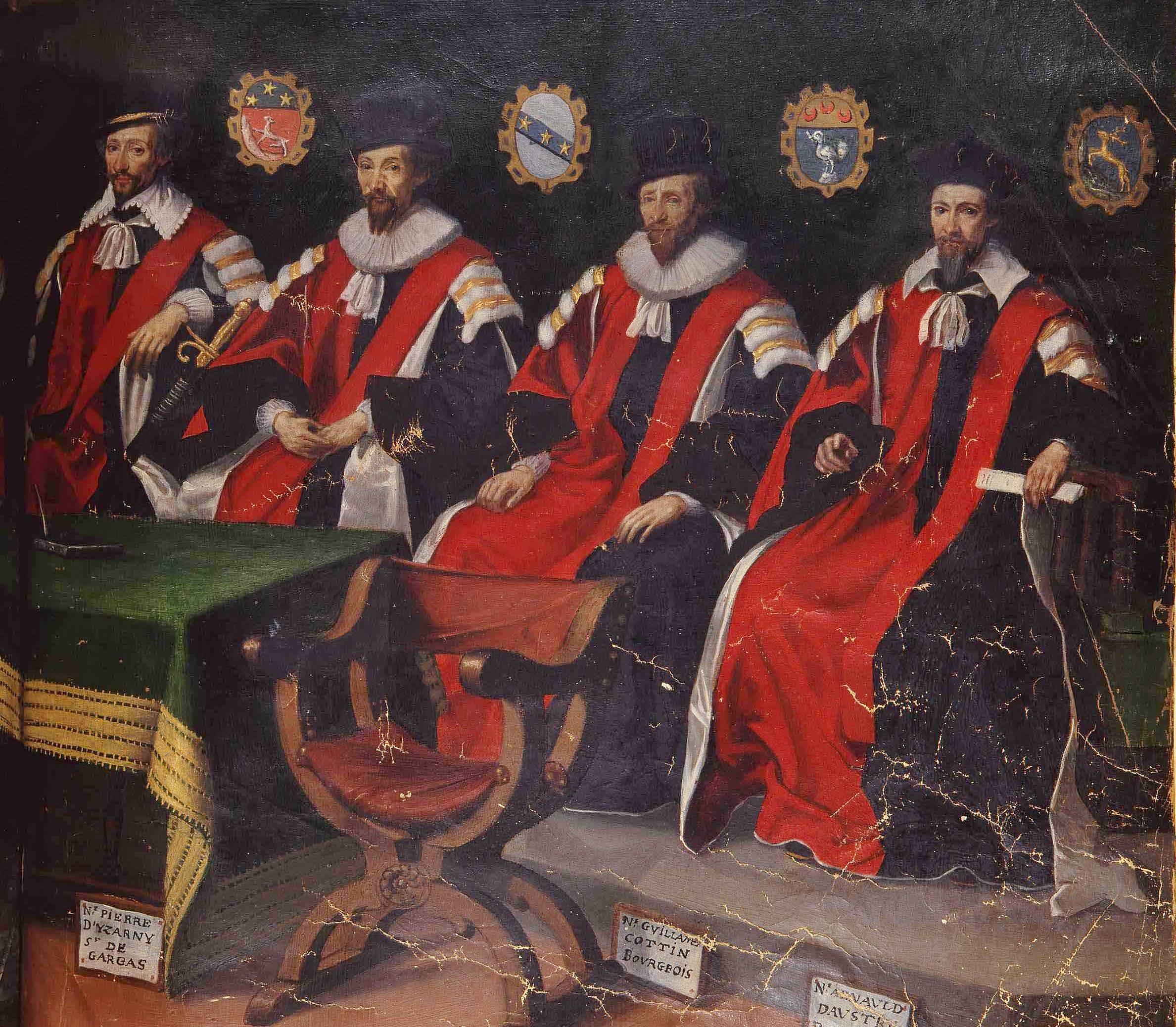
Les capitouls de l'année 1629-1630 (détail), par Jean Chalette.
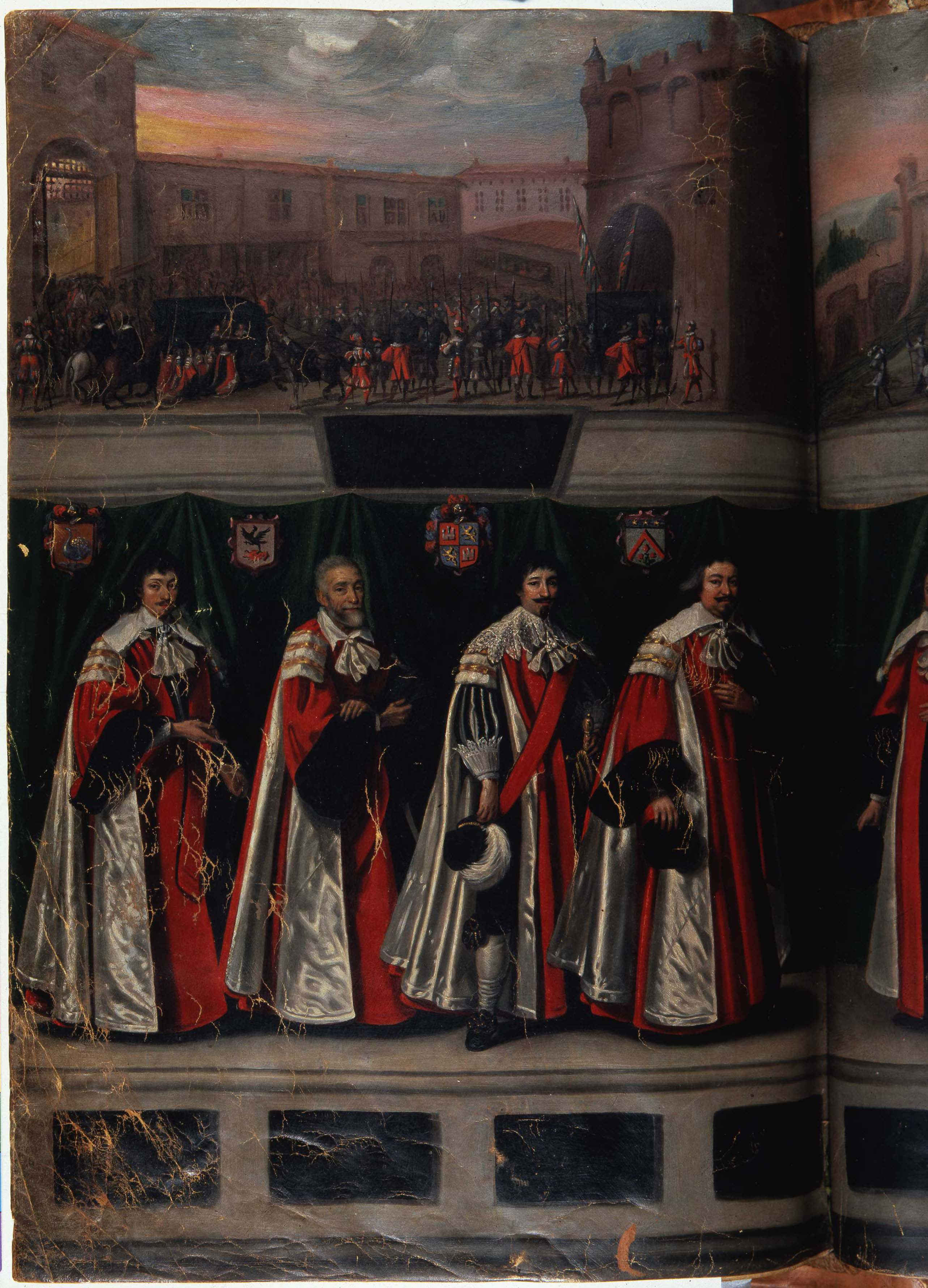
Les capitouls de l'année 1631-1632 (partie gauche) et l'entrée du roi Louis XIII, par Jean Chalette.
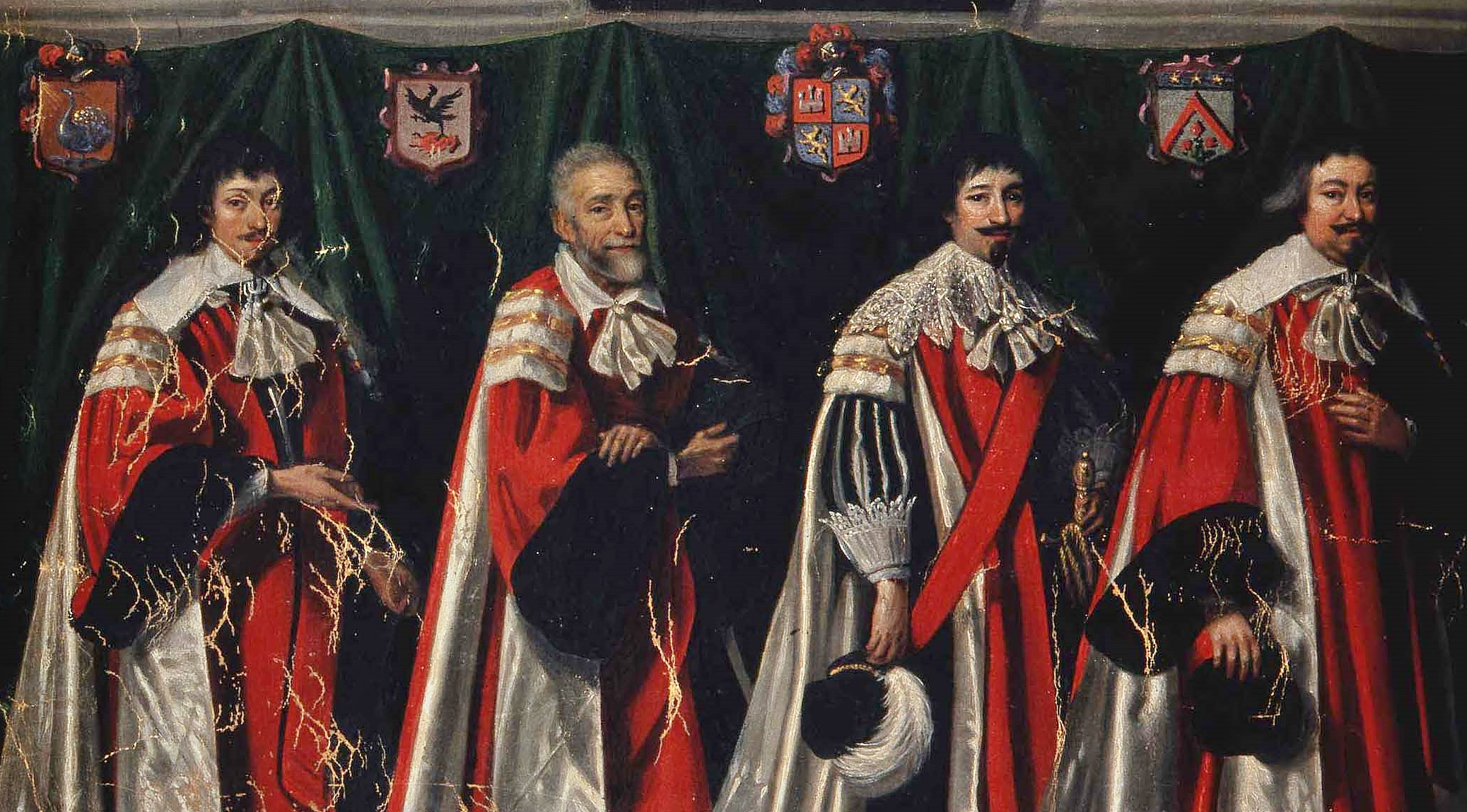
Détail de la précédente, par Jean Chalette.
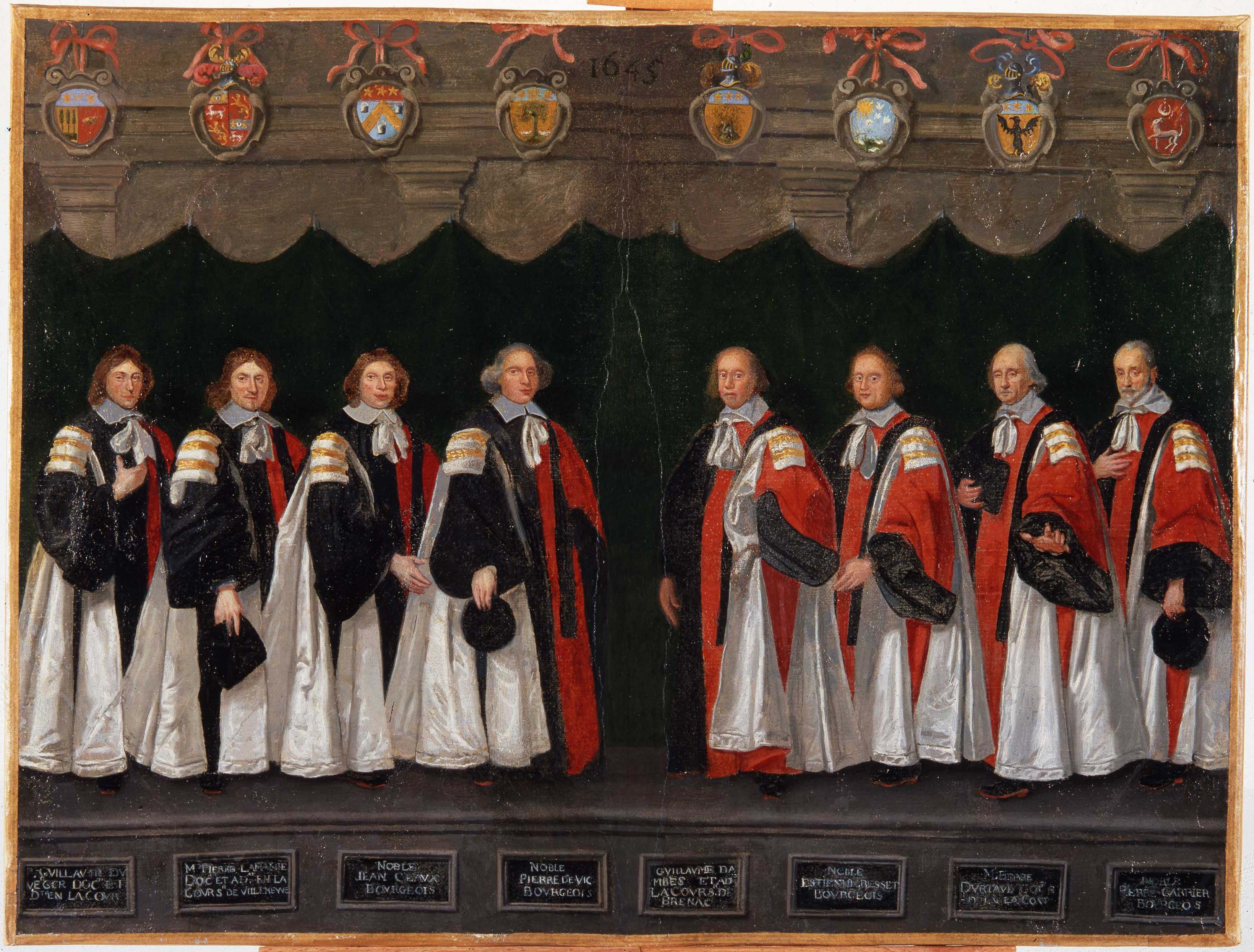
Les capitouls de l'année 1644-1645, par Antoine Durand.
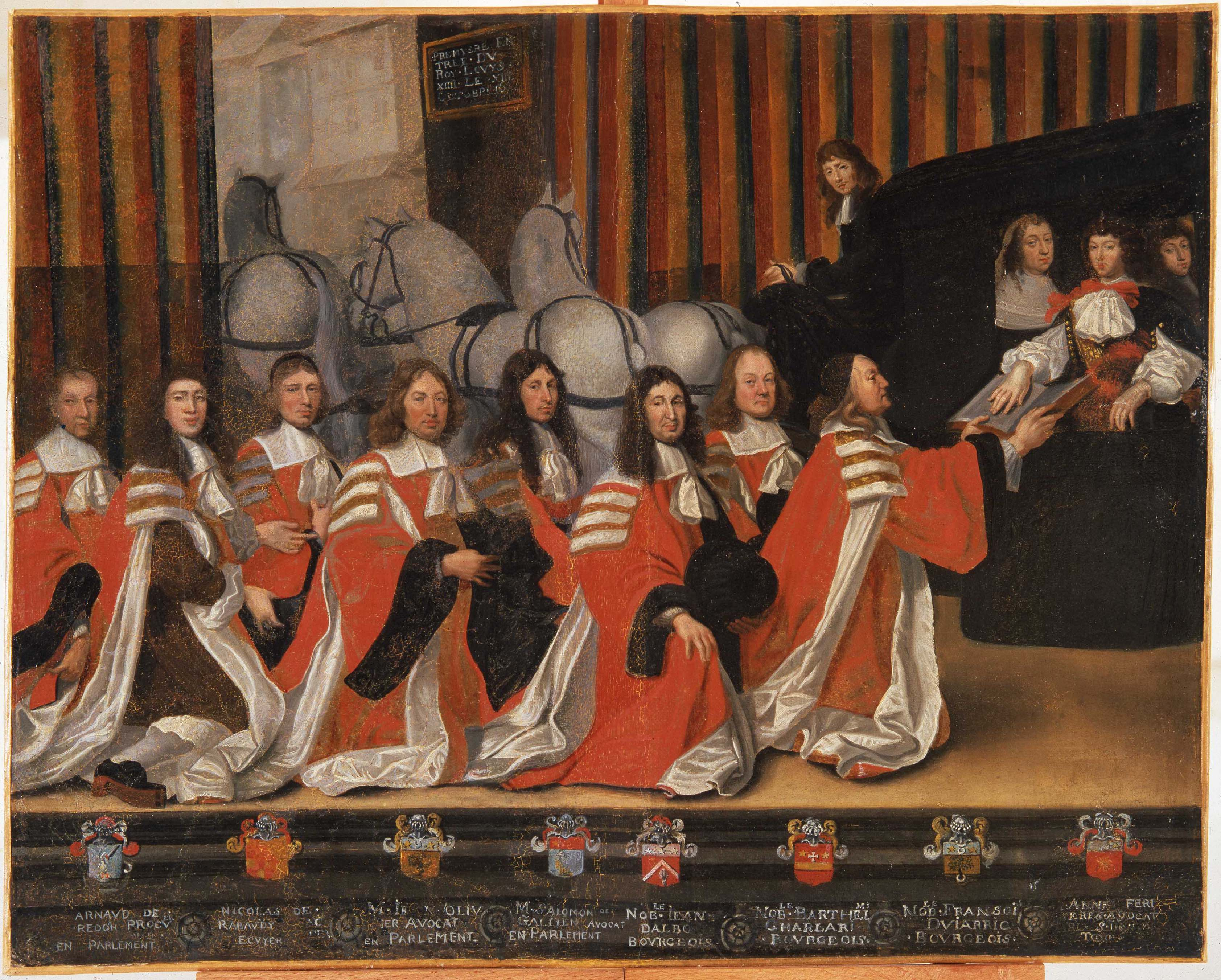
Les capitouls de l'année 1658-1659 et l'entrée de Louis XIV, par Antoine Durand.
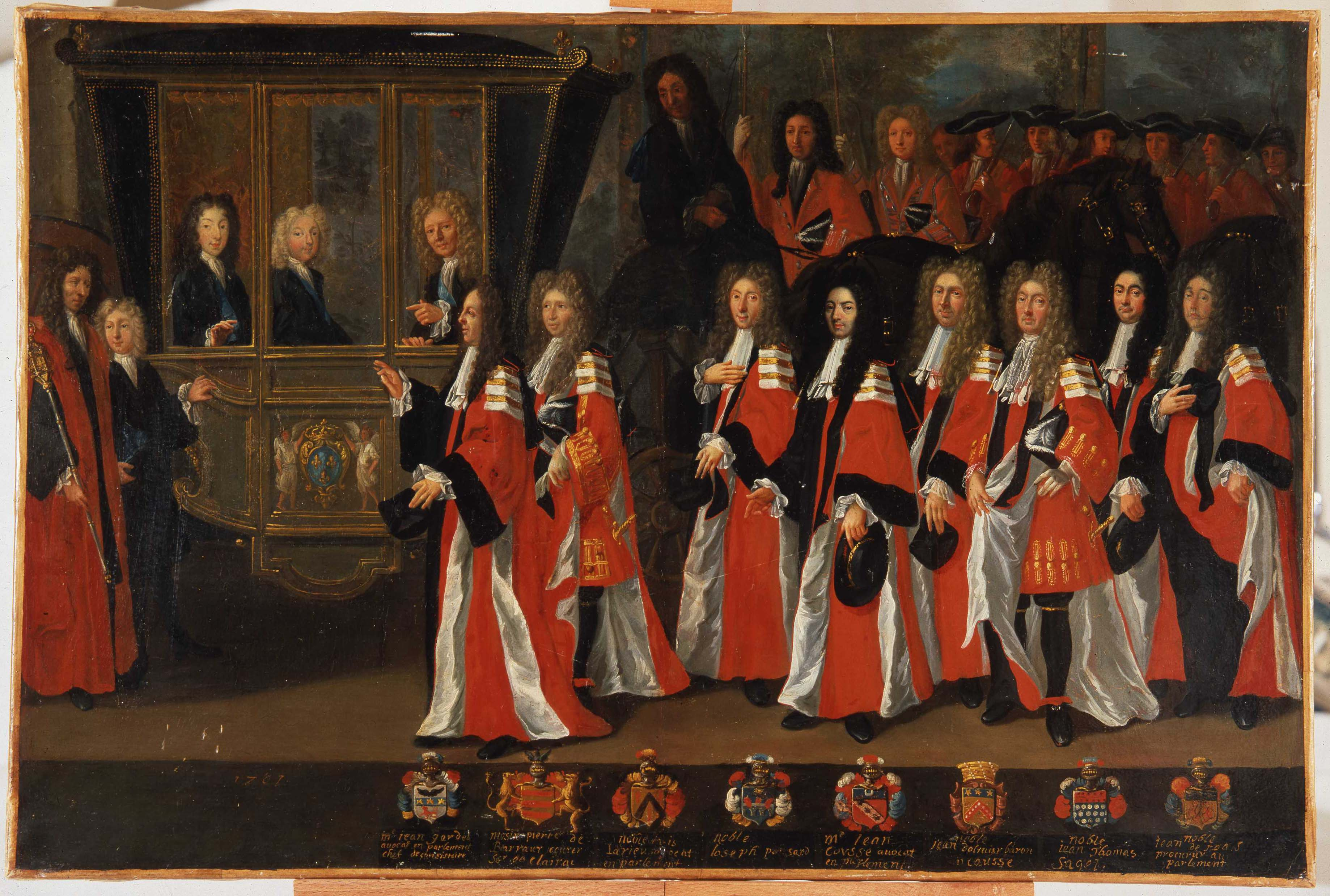
Les capitouls de l'année 1700-1701 et l'entrée des ducs de Bourgogne et de Berri, par Jean Michel.
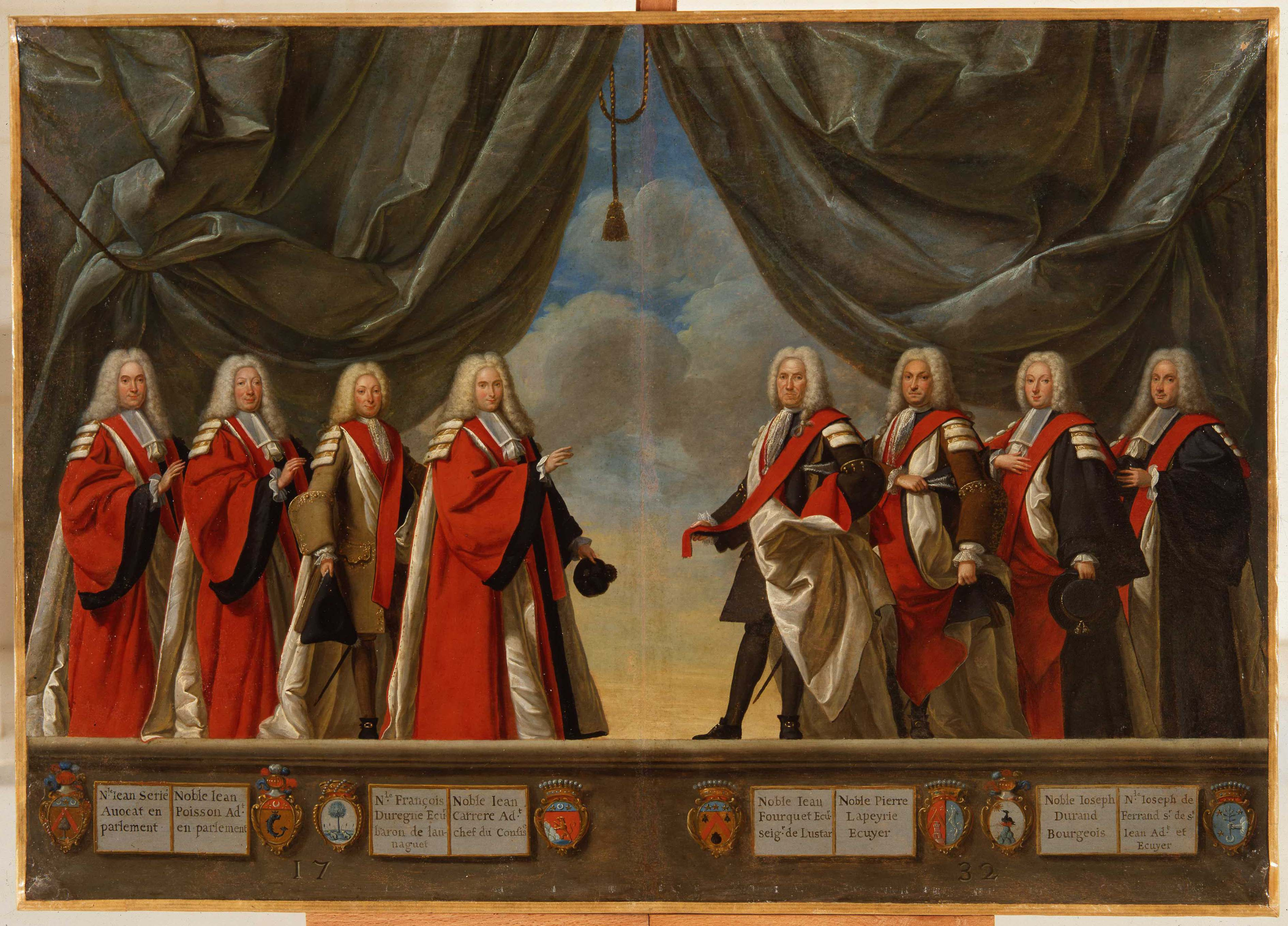
Les capitouls de l'année 1731-1732, par Antoine Rivalz.